# 鈴木貫一
鈴木 貫一（すずき かんいち、天保14年2月12日（1843年3月12日） - 1914年（大正3年）6月29日）は、明治時代の外交官。彦根藩出身。幕末に横浜でジェームス・バラに英語を学び、キリスト教に入信した。サンフランシスコに留学後、太政官左院視察団としてパリに渡り、在フランス日本公使館に勤めたが、公金を横領して帰国服役した。出獄後仏教に転向し、故郷彦根で金亀育児院を経営した。

## 生涯

### 彦根藩
天保14年（1843年）2月12日、彦根藩士鈴木重用の四男として生まれた。嘉永4年（1851年）4月6日、兄鈴木重戚の病気によりその養子として跡式を相続した。11月12日、定年未満で出仕したとして叱りを受け、22日許された。嘉永5年（1852年）1月11日、新知300石を受けた。安政3年（1856年）1月22日、五郎八から権十郎に改名した。
度々江戸に赴任し、井伊直弼供方使番・側供、井伊直憲宿供等として近侍した。文久2年（1862年）、和宮婚礼謝使として直憲に従い上京した。元治元年（1864年）6月1日、母衣役。7月19日の禁門の変では朔平門警護に参加した。慶応元年（1865年）11月20日、大坂で供方頭を命じられ、21日、直憲に従い第一次長州征伐に出征した。
慶応3年（1867年）2月15日、洋学学習のため江戸遊学を命じられ、横浜でジェームス・ハミルトン・バラに個人授業を受けた。

### 渡米
慶応4年（1868年）2月23日、アメリカ合衆国留学を命じられて武役・当役を解かれ、母衣役次席となった。3月13日（4月5日）、横浜39番地水町通り（中区山下町）のバラとディビッド・タムソンの寓居（旧ジェームス・カーティス・ヘボン診療所）で粟津高明と共に洗礼を受けた。妻の病気のため帰郷した後、サンフランシスコに渡り、シティー・カレッジに入学し、学長ビードル (Peter Vrooman Veeder) に聖書を学んだ。
明治2年（1869年5月4日）、妻の病気のため帰国し、8月27日、貫一と改称した。明治4年（1871年）1月、大参事谷鉄臣の命で自宅に洋学校を仮開校し、4月19日、アメリカ領事を通じてアメリカ人商人ジョン・ウィリアム・グードメンを雇用した。同年上京すると、学校を子省三と女性教師に託したが、明治5年（1872年）10月廃校した。

### 渡仏
明治4年（1871年）9月、太政官正院権少外史、明治5年（1872年）1月17日、左院中議生となり、27日、左院視察団として西岡逾明・高崎正風・小室信夫・安川繁成と横浜を出航、1872年（明治5年）3月、フランスに到着し、国務院などの政治制度を視察した。渡欧中、明治5年3月21日（1872年4月28日）付で日本基督公会に転入会した。
視察団では会計を担当したが、旅費を預金していた南貞助のナショナル・エージェンシーが倒産して金策に奔走し、胃病を患った。1873年（明治6年）5月から弁理公使鮫島尚信の下で在フランス日本公使館に勤務するようになり、7月に他の視察団が帰国した際にも病気を理由に帰国せず、1874年（明治7年）3月8日、正式に外務三等書記官となった。1877年（明治10年）、パリ万国博覧会の事務を行った。
1880年（明治13年）12月4日、尚信が死去すると、5日フランス臨時代理大使に就任し、ベルギー・スペイン・ポルトガルも兼轄し、井田譲の着任まで務めた。1881年（明治14年）4月1日、パリ国際電気博覧会日本帝国政府委員を命じられた。

### 公金横領
1876年（明治9年）以来、大蔵省の海外荷為替資金、海軍省・文部省の留学生費・予備金などを私的に引き出し、公使館のフランス人職員や病気の酒屋、トルコ人法学生などに金を貸し、自身の交際費などにも流用していた。在イギリス領事館へ送金を命じられた際、預金が不足したため、これを補填するため砂糖相場に投機して失敗すると、1882年（明治15年）4月23日に遺書を遺して失踪し、6月3日に懲戒免職となった。貫一は自殺を試みるもフランス人に制止され、ジュネーブ近辺に潜伏した後、1883年（明治16年）8月パリに戻り、公使館書記生大山綱介に自首し、10月東京軽罪裁判所に護送された。
1884年（明治17年）4月10日、監守自盜罪で軽懲役7年を言い渡され、警視庁監獄石川島分署に収監された。1888年（明治21年）8月16日、模範囚として仮出獄し、麹町区の妻の実家武藤本全方で特別監視を受けた。
1890年（明治23年）1月19日、横浜海岸教会に転入会したが、フランス駐在時代にキリスト教徒の行いを実見してキリスト教への幻想は薄れており、この後仏教に転向した。
元視察団上役高崎正風の仲介で下田歌子にフランス語を教え、1893年（明治26年）にその欧州への女子教育視察旅行に同行した。

### 帰郷
1898年（明治31年）に彦根へ帰郷し、天草郡御領村芳証寺住職村上宝仙と共に東京福田会育児院を模範として仏教系孤児院滋賀育児院を創立した。1899年（明治32年）頃には医師田口誠之と夜学校を開き、英語・フランス語・ドイツ語を教えた。滋賀育児院は金亀育児院と改名したが、寄付金の募集方法等について悪評が立ち、1910年（明治43年）3月犬上郡長・彦根町長により7名の児童と共に大津市滋賀県育児院に併合された。
1914年（大正3年）6月29日、京都府田中村で死去し、彦根町大雲寺に葬られた。法名は義丈貫一居士。

## 栄典
- 1876年（明治9年）9月20日 従六位[15]
- 1879年（明治12年）1月2日 フランス共和国レジオンドヌール勲章（第5等）[28]
- 1880年（明治13年）9月14日 ベルギー王国レオポルド勲章（英語版）（第4等）[17]
- 1882年（明治15年）6月3日 位記返上[29]

## 鈴木家
- 父：鈴木重用（権十郎、権平[30]、玄道叶翁[1]） - 弘道館物主・書物奉行・中屋敷留守居役、表用人役[30]。
- 兄・養父[3]：鈴木重戚（永太郎、権十郎） - 江戸近習[31]。
- 妻：寿満 - 武藤本時娘[1]。弘化2年（1845年）生[32]。
- 養子：鈴木省三（辰之進[33]） - 寿満弟[34]。弘化4年（1837年）生[32]。舎弟近習[33]、彦根役場戸長、川原町役場区長[35]。

穂積姓三河鈴木氏の一族。寛永年間に先祖の鈴木善太夫重本が井伊直孝に出仕して以来、代々彦根藩に仕えた。
屋敷は彦根城中堀端上片原にあった。彦根市立花町2番10号に文久2年（1862年）築の旧鈴木屋敷長屋門が現存し、1973年（昭和48年）4月28日彦根市指定文化財、2010年（平成22年）2月1日景観重要建造物・歴史的風致形成建造物に指定されている。
滋賀大学経済学部附属史料館には、鈴木家・武藤家関係の文書が鈴木正男家文書として所蔵される。